# 倫庫鄉 (登博維察縣)
45°11′N 25°23′E / 45.183°N 25.383°E
倫庫鄉（羅馬尼亞語：Comuna Runcu, Dâmbovița），是羅馬尼亞的鄉份，位於該國南部，由登博維察縣負責管轄，面積79平方公里，海拔高度562米，2007年人口4,632，人口密度每平方公里59人。